# Згарок (ліва притока Згару)
Зга́рок (Згарець, у верхній течії Хвоса) — річка в Україні, в межах Літинської селищної громади Вінницької області. Ліва притока Згару (басейн Південного Бугу).

## Опис
Довжина 44 км. Площа водозбірного басейну 245 км². Похил річки 1,2 м/км. Долина трапецієподібна, завширшки до 1,5 км, глибиною до 40 м. Заплава завширшки пересічно 100 м, подекуди заболочена. Річище звивисте, пересічна ширина 5 м. Похил річки 1,2 м/км. Живлення мішане. Замерзає у грудні, скресає у середині березня. Використовується для господарських потреб. Споруджено ставки.

## Розташування
Згарок бере початок на південь від села Дяківці. Тече спершу переважно на північний схід і схід, у пониззі — на південний схід. Впадає до Згару на південь від села Бруслинівка.

## Населені пункти
Над річкою розташовані такі села, (від витоків до гирла): Дяківці, Кусиківці, Івча, Кам'янка, Бруслинів.